# Cong An Ha Noi FC
El Cong An Ha Noi Football Club (en vietnamita: Câu lạc bộ bóng đá Công an Hà Nội, literalmente 'club de fútbol de la policía de Hanoi') o CA Hanoi, o simplemente CAHN es un club de fútbol profesional con sede en Hanói, Vietnam, a partir del 2023 jugará la V.League 1, la máxima división del fútbol vietnamita. Su predecesor fue el Cong An Nhan Dan FC (vietnamita: CLB Công An Nhân Dân, literalmente 'People's Public Security FC'), que cambió de nombre tras ascender a la V.League 1 luego de coronarse campeón de la V.League 2.

## Historia
El 7 de abril de 2008, el Teniente General Nguyễn Khánh Toàn, entonces Viceministro de Seguridad Pública (Vietnam), firmó la Decisión No. 375/QD-BCA (X15) sobre el establecimiento de la CAND. Anteriormente habían existido varios clubes a nombre de la policía.
Hasta la temporada 2022 de la V.League 2 se coronó campeón y logró el ascenso histórico a la V.League 1 para el 2023.

## Palmarés
- V.League 1: 1

2023
- V.League 2: 1

2022